# 9ª Squadriglia da ricognizione e combattimento
La 9ª Squadriglia da ricognizione e combattimento del Servizio Aeronautico del Regio Esercito fu mobilitata nel giugno 1915 sull'Aeroporto di Udine-Campoformido con aerei Farman.

## Storia
La 9ª Squadriglia Farman del III Gruppo (poi 3º Gruppo caccia terrestre) all'inizio della guerra va al campo volo di Pordenone per il Comando supremo militare italiano con 5 Farman 14 con motore De Dion-Bouton ed in giugno si sposta all'Aeroporto di Udine-Campoformido comandata dal capitano Giorgio Chiaperotti, altri 3 piloti e l'osservatore cap. Lelio Gaviglio.
Il 7 giugno un Farman compie il primo lancio di bombe ed il 13 provoca un incendio alla stazione di Prvačina.
A metà luglio passa sotto il II Gruppo (poi 2º Gruppo) per la seconda battaglia dell'Isonzo ed il 15 luglio bombarda la cartiera di Piedimonte del Calvario. In agosto arriva il Sottotenente osservatore Giovanni Pirelli (figlio di Giovanni Battista, fondatore dell'impresa omonima).
In settembre arrivano altri 2 Farman De Dion e 2 piloti.
Il 26 settembre il comando passa al cap. Ivo Varanini ed il 10 ottobre al cap. Ermanno Beltramo.
Il 7 ottobre il reparto si sposta al campo di Santa Caterina di Pasian di Prato ed arrivano 7 Farman con motore Fiat A.10 creando la 3ª Sezione.
Il 19 ottobre avviene una ricognizione su Chiapovano con l'osservatore d'Annunzio che torna il 22 ottobre sull'Altopiano della Bainsizza ed ancora il 24.
In novembre arrivano altri 3 Farman ed il 1º dicembre diventa 9ª Squadriglia da ricognizione e combattimento.
Il 14 dicembre 3 aerei lanciano bombe e frecce sugli accampamenti di Chiapovano mitragliando le truppe ed il 21 4 aerei bombardano apprestamenti sulla Bainsizza.
A fine anno il comando interinale passa al Sottotenente Stefanio Fedeli che al 1º gennaio dispone di altri 4 piloti e 4 osservatori fino al 1º febbraio quando il comando passa al cap. Luigi Chiappelli.
Il 28 marzo l'unità passa al Gruppo aviazione artiglieria diventando 7ª Squadriglia per l'artiglieria spostandosi ad Oleis di Manzano.